# Abgeordnetenkammer (Haiti)
Die Abgeordnetenkammer (französisch La Chambre des Députés, Haitianisch-Kreolisch Chanm depite a) ist das Unterhaus im parlamentarischen Zweikammersystem von Haiti.
Es besteht aus 119 Abgeordneten (bis 2015: 99 Abgeordnete), die für vier Jahre nach dem Mehrheitswahlsystem gewählt werden. Das Unterhaus befindet sich in der Hauptstadt Port-au-Prince.
Die letzten Wahlen zur Abgeordnetenkammer fanden am 9. August 2015 und am 25. Oktober 2015 (Stichwahlen) statt. Nach der Verfassung Haitis wird die Kammer alle vier Jahre neu gewählt. Dieses findet angesichts der desolaten innenpolitischen Lage des Landes, über die sich auch die Parlamentarische Versammlung der Frankophonie (Assemblée parlementaire de la Francophonie) besorgt zeigt, nicht statt.